# Doge

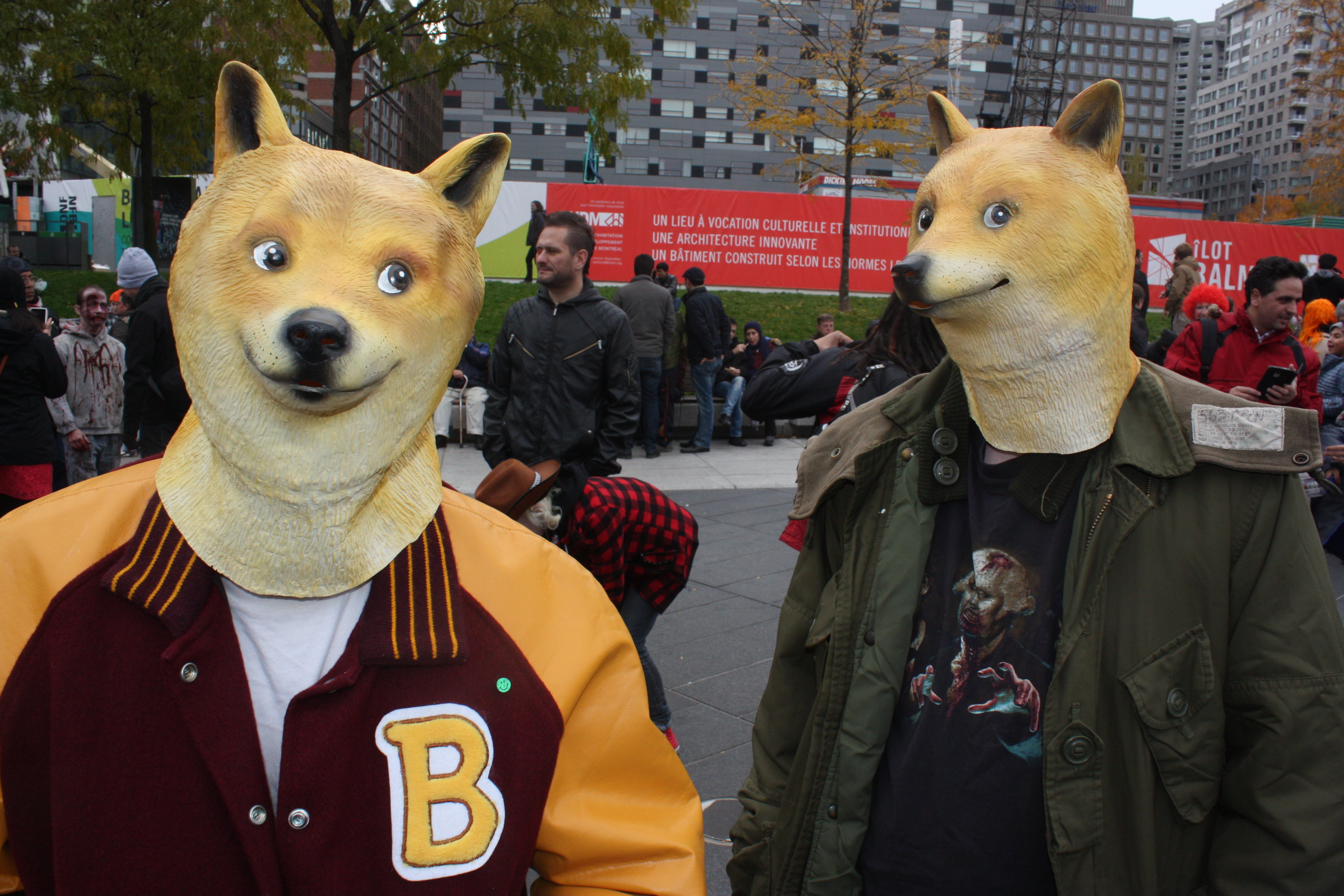
Personas en Montreal, Canadá, con máscaras haciendo referencia a varios estilos del meme.

Doge es un meme que se hizo popular en 2013. El meme consiste típicamente en una imagen de un perro shiba inu acompañado de texto multicolor en fuente Comic Sans en primer plano. El texto, que representa una especie de monólogo interno, está escrito deliberadamente en una forma de inglés roto.
El meme se basa en una fotografía de 2011, y se hizo popular a finales de 2013, siendo nombrado como meme superior de la página "Know Your Meme" de ese año. El shiba inu ha sido presentado en Josh Wise 's NASCAR coche como parte de un acuerdo de patrocinio. Doge también ha sido referenciado por miembros del Congreso de los Estados Unidos, un video de seguridad para Delta Air Lines, un huevo de Pascua de Google y el video de la canción "Word Crimes" de "Weird Al" Yankovic. Hacia el final de la década y principios de la de 2020, el meme vio un resurgimiento en popularidad debido principalmente a su asociación con Dogecoin , que a su vez alcanzó una capitalización de mercado de más de $ 90 mil millones en mayo de 2021. Varias encuestas en línea y medios de comunicación reconocieron a Doge como uno de los mejores memes de Internet de la década de 2010.

## Estructura

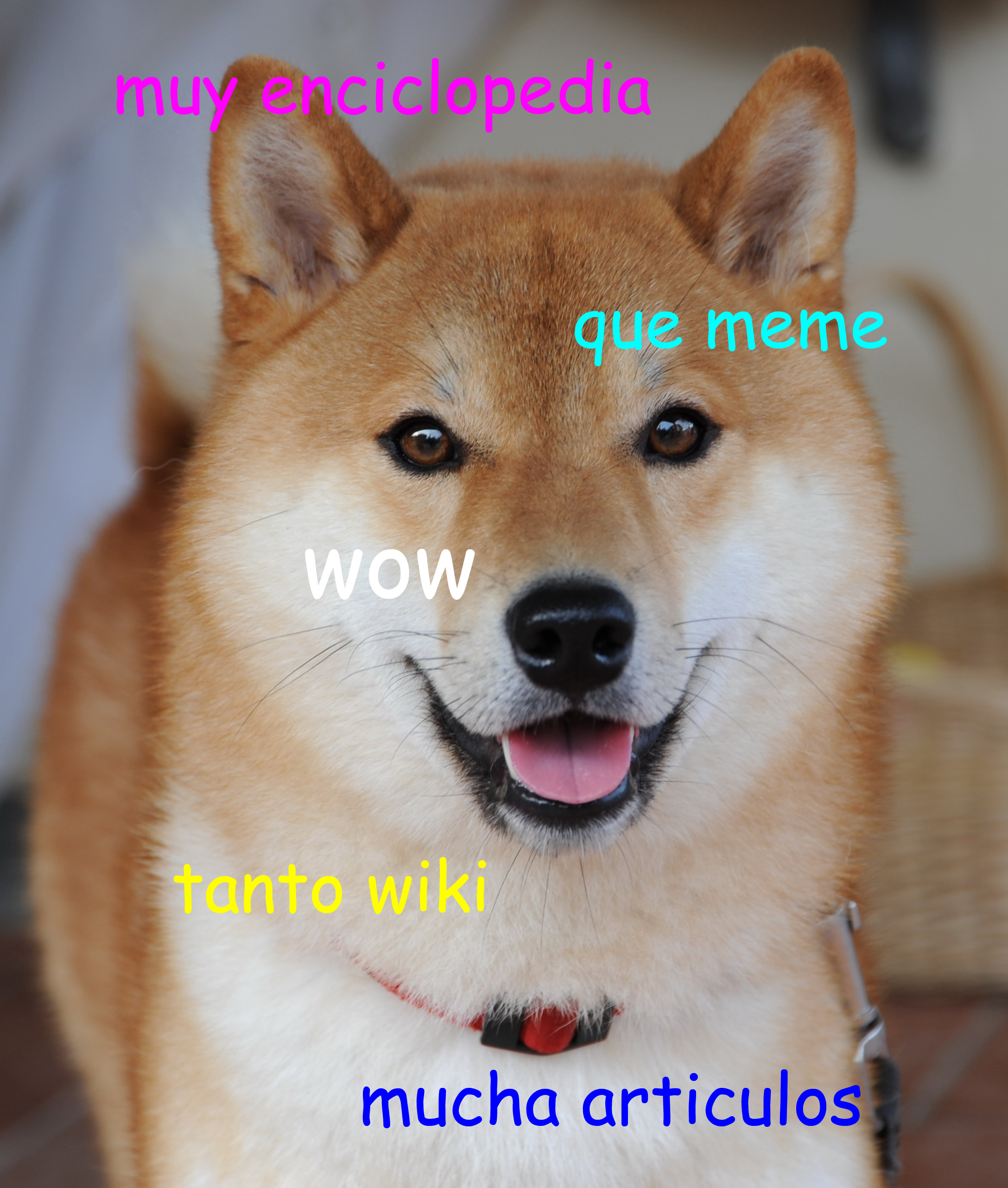
Meme de Doge relacionado con la Wikipedia.

Doge usa frases de dos palabras en las que la primera palabra es casi siempre uno de los cinco modificadores ("tan", "tales", "muchos", "mucho" y "muy"), y la desviación del inglés correcto es usar el modificador con una palabra que no puede modificar correctamente. Por ejemplo, "Mucho respeto. Tan noble". usa los modificadores Doge pero no es Doge "apropiado" porque los modificadores se usan de una manera formalmente correcta; la versión Doge sería "Mucho noble, así que respeto".  Además de estas frases, un enunciado Doge a menudo termina con una sola palabra, la mayoría de las veces "wow", pero también se utilizan "asombrar" y "excitar". 
Desde el inicio del meme, se han creado varias variaciones y efectos secundarios, incluido "Doge licuado",  una variación en la que la forma del perro se transforma en otros animales, y "Doge irónico",  una versión donde el personaje de Doge se pone en situaciones irónicas y poco características. Los memes irónicos de Doge han dado lugar a varios otros personajes relacionados, a menudo los mismos perros. Uno de los cuales es Cheems, otro Shiba Inu que se caracteriza típicamente por un impedimento en el habla que agrega la letra "M" a lo largo de su discurso.  Walter, un personaje de bull terrier que suele ser retratado como aficionado a los " camiones moster " [ sic ] ycamiones de bomberos , es otro personaje Doge irónico comúnmente recurrente. Estos memes están presentes principalmente en subreddits como r / dogelore.  Un meme que se hizo popular en 2020 fue "Swole Doge vs. Cheems", en el que un Doge musculoso y un bebé Cheems se representan como algo considerado mejor en el pasado, y su versión moderna, respectivamente.

## Origen y pronunciación
Kabosu (en japonés: かぼす, 2 de noviembre de 2005 - 24 de mayo de 2024), la hembra de Shiba Inu que aparece en el meme original, era una cachorra de pedigrí que fue enviada a un refugio de animales cuando cerró su fábrica de cachorros. Fue adoptada en 2008 por la maestra de jardín de infantes japonesa Atsuko Satō, y recibió el nombre Kabosu porque Sato pensó que tenía la cara redonda como la fruta.  Otro Shiba Inu que aparece en el meme es Suki, una hembra perteneciente al fotógrafo Jonathan Fleming de San Francisco. Su esposa había puesto accidentalmente una bufanda en la lavadora, haciéndola encoger. Tomó una fotografía de Suki con la bufanda afuera en una fría noche de febrero de 2010. 
Kabosu fue fotografiada por primera vez en una publicación del blog de 2011 de Sato. Posteriormente, se publicaron variaciones de las imágenes con texto superpuesto de Comic Sans desde un blog de Tumblr, Shiba Confessions.  Sin embargo, el uso de las fechas mal escritas intencionalmente "Dux" de nuevo en junio de 2005, cuando fue mencionado en un episodio de Homestar Runner ' serie de marionetas
.  El meme comenzó a ganar popularidad después de que se usó en Reddit en octubre de 2010 en una publicación titulada "LMBO LOOK @ THIS FUKKEN DOGE". 
Algunos de los otros personajes utilizados en el meme se basan en fotografías de perros reales. Cheems se basa en una imagen de un perro llamado Balltze, de Hong Kong ; fue adoptado a la edad de un año y tenía nueve años en 2020.  Walter se basa en el bull terrier Nelson, quien originalmente se hizo popular en 2018 después de que su dueña, Victoria Leigh, publicara una foto de Nelson en Twitter , con la leyenda "Cuando abre la cámara frontal por accidente". En 2020, los rumores de la muerte de Nelson comenzaron a circular por Internet, aunque resultaron ser falsos. 
La pronunciación más común de "Dux" son / d oʊ dʒ / DOHJ y / d oʊ ɡ / Dohg . En los países de habla no inglesa, "Dux" de vez en cuando es pronunciada / d ɒ dʒ / "esquivar". Aquellos familiarizados o no conocen el meme también utilizan las pronunciaciones / d ɒ ɡ i / "perrito", / d ɒ ɡ eɪ / DOG -ay , / doʊ ɡ eɪ / DOH-Gay, o simplemente/ d del ɒ ɡ /"perro".
El 24 de mayo de 2024 se anunció que Kabosu había fallecido, luego de enfrentar problemas de salud y la necesidad de una silla de ruedas para movilizarse. La encargada de compartir la noticia fue su dueña a través de las redes sociales del perro.

## Historia y difusión

### Diferencial inicial de 2013

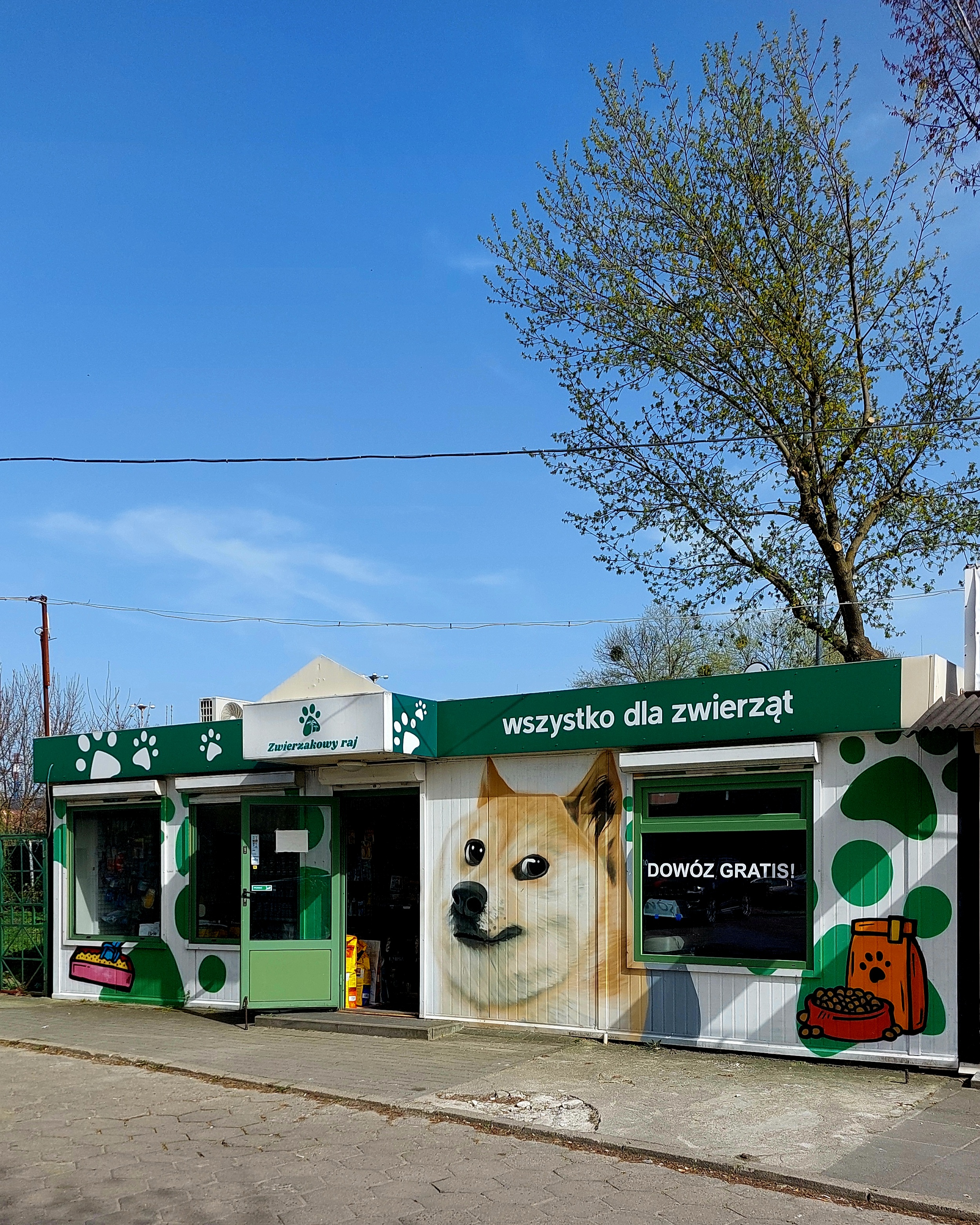
Un cuadro de Doge en la pared de una tienda de animales en Lodz, Polonia.

Búsquedas en línea para el meme comenzaron a aumentar en julio de 2013.  En agosto de 2013, imágenes del meme fueron correo basura en Reddit 'r s / MURICA subreddit por 4chan ' imageboard aleatoria s, / b /.  El meme ocupó el puesto número 12 en la lista de MTV de "50 cosas por las que la cultura pop nos hizo dar gracias" en 2013. io9 comparó el diálogo interno de los perros Shiba Inu con lolspeak .  El 13 de diciembre, Doge fue nombrado el "mejor meme" de 2013 por Know Your Meme . 
A finales de diciembre de 2013, los miembros del Congreso de los Estados Unidos produjeron material al estilo de los memes. El Huffington Post comentó que Doge fue "asesinado" debido al uso del meme por parte de los miembros del Congreso. 
En diciembre de 2013, Dogecoin se introdujo como una nueva criptomoneda , convirtiéndola en la primera criptomoneda basada en un meme de Internet;  el fenómeno viral , junto con el uso del tipo de letra Comic Sans MS, le dio "la densidad de Internet de una gran estrella" según la escritora de Medium Quinn Norton . 

### Popularidad continua
A principios de 2014, la popularidad de Doge fue sostenida por las comunidades de Internet en las redes sociales, acompañada por el rápido crecimiento y aceptación de Dogecoin. En abril de 2014, Doge experimentó un segundo resurgimiento importante de los medios debido a las revelaciones de la intención de la comunidad de Dogecoin de patrocinar a Josh Wise en NASCAR y colocar una foto del Shiba Inu en su vehículo.  El automóvil aparece en contenido descargable para el videojuego NASCAR '14 .  medios de comunicación han adoptado el meme mientras informan sobre la criptomoneda y el automóvil, con títulos con frases como "tan guau" y "muy vroom". 
Un informe sobre The Daily Dot en diciembre de 2016 encontró que la popularidad de Doge alcanzó su punto máximo en 2014 y luego cayó debido a la "sobreexposición y cooptación por parte de los anunciantes y las 'normas' principales", pero se mantuvo estable desde entonces y regresó al top 10 compartido de Tumblr . memes del año en 2016. 
Para el Día de los Inocentes de 2017, la Televisión Central de China publicó una historia engañosa sobre la muerte de Kabosu. 

## Representaciones culturales

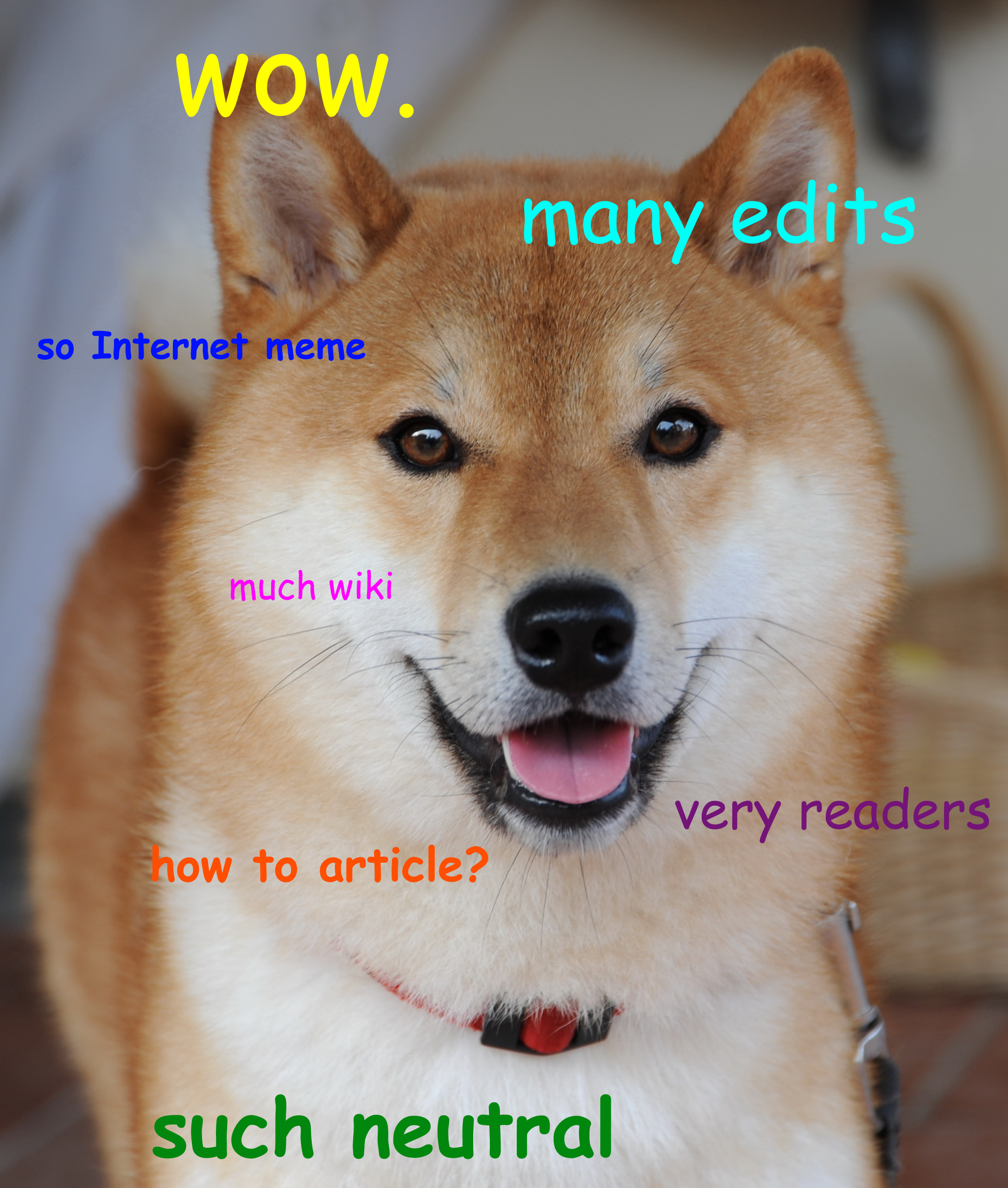
“Doge” meme

### En publicidad
A mediados de 2014, la agencia de publicidad DDB Stockholm hizo que Doge apareciera de manera destacada en una campaña publicitaria para la empresa de transporte público SL en Estocolmo , Suecia. El anuncio se refería a los boletos especiales de verano de la compañía y mostraba a Doge sosteniendo un boleto de transporte público en la boca, con frases como "muchos veranos", "tan baratos" y "muy comprados". 

### En línea
Google creó un huevo de Pascua Doge : cuando el meme doge se ingresaba en la barra de búsqueda de YouTube , todo el texto del sitio se mostraba en coloridos Comic Sans , similar al tipo utilizado por el meme.  En enero de 2014, los desarrolladores web con sede en Sydney Katia Eirin y Bennett Wong crearon Doge Weather , un sitio web meteorológico y una aplicación móvil que incorpora el meme. Doge Weather informa la temperatura y las condiciones meteorológicas según la ubicación geográfica del usuario .  En abril de 2014, Doge Weatherestuvo disponible como una aplicación móvil para iOS 7 .  El proyecto Servo de Mozilla incorporó el meme en el logotipo del proyecto desde mayo de 2016 hasta febrero de 2020. En abril del 2023, Doge estuvo disponible como logo de inicio de la plataforma de red social Twitter.

### En entretenimiento
En el video de la canción de 2014 de "Weird Al" Yankovic " Word Crimes ", una canción sobre la mala gramática, se usa un tuit de Doge para ilustrar los tipos de mala gramática a los que se hace referencia en esa parte de la canción. 
En el videojuego de 2015 The Legend of Zelda: Tri Force Heroes , solo se puede encontrar una referencia al meme en la versión norteamericana. Al examinar una de las estanterías antiguas, el texto dice: "Aún así, venir aquí me ha brindado al menos la rara oportunidad de explorar estas ruinas antiguas. Tan antiguas. Qué ruina". La referencia se encontró con opiniones encontradas por parte de los fanáticos de la serie. 
En 2015, el videojuego Just Cause 3 incluyó un modo especial que mostraba texto al estilo del meme en respuesta a ciertas acciones del jugador. 
En 2017, el videojuego Smite agregó un aspecto Doge para la diosa Skadi .

## Recepción y legado
"Doge" fue una de las varias adiciones a Dictionary.com en noviembre de 2015.  El sitio web lo define no solo como la macro de imagen y sus variantes, sino también como la forma de "lenguaje" que utiliza. 
Varias publicaciones de los medios incluyeron a Doge en una lista de memes que ayudaron a definir la cultura de Internet en la década de 2010 y escribieron sobre la influencia del meme en otros desarrollos en línea, como DoggoLingo y WeRateDogs .  Evan McMurry de ABC News y Stacey Ritzen de The Daily Dot clasificaron a Doge como el meme número uno de la década de 2010.  En diciembre de 2019, Doge fue votado como el mejor meme de Internet de la década de 2010 en una encuesta realizada por The Tab , obteniendo 737 votos, o el 22 por ciento del total de votos emitidos. Vox 's Aja Romano incluyó a Doge en una lista de 11 memes "que capturaron la década", escribiendo que llevó " los memes de gatos a nuevas alturas absurdas, un sello temprano del humor neo- dadaísta milenario". 
La percepción japonesa es notablemente diferente; Kabosu y Satō son más conocidos como mascotas y dueños que como memes, y su blog fue el cuarto blog relacionado con mascotas más popular en el país en diciembre de 2013. En respuesta al meme, explicó: "Para ser honesta, algunos las fotos son extrañas para mí, ¡pero aún así es divertido! Estoy muy impresionado con sus habilidades y gusto. A mi alrededor, nadie sabe sobre el meme Doge. Tal vez no entiendo muy bien los memes, porque estoy viviendo una analogía vida." Satō también ha expresado que había aprendido que "el riesgo de Internet es que cualquier persona del mundo puede ver mi vida en mi blog". Fleming declaró que, en su experiencia, la raza Shiba Inu se ha vuelto más reconocida debido al meme. 